# Richard Feld
Richard Feld (também Atfeld, falecido em 1401) foi um Cónego de Windsor de 1390 a 1401.

## Carreira
Ele foi nomeado:
- King's Almoner
- Reitor de São Miguel, Cornhill 1371 - 1393
- Reitor de Bishop's Clyve, Worcester

Ele foi nomeado para o décimo banco do coro na Capela de São Jorge, Castelo de Windsor, em 1390, e ocupou a canonaria até 1401.